# Die Agentin
Die Agentin (Originaltitel: The Operative) ist ein deutsch-israelisch-französischer Spionage-Thriller von Yuval Adler, der am 10. Februar 2019 im Rahmen der Berlinale seine Premiere feierte und am 29. August 2019 in die deutschen Kinos kam.

## Handlung
Der deutsche Mossad-Kontaktmann Thomas bekommt einen kryptischen Hilferuf von Rachel, einer Agentin, die von ihm betreut wurde, zu der er aber seit einem Jahr keinen Kontakt mehr hat. Während einer Krisensitzung, in der er ihre Position vertritt, wird in Rückblenden ihr Werdegang dargestellt: Sie wurde unter Thomas’ Betreuung in Deutschland ausgebildet und begann in Teheran als Sprachlehrerin zu arbeiten, um das Vertrauen von Farhad zu gewinnen, Inhaber eines mittelständischen Elektronik-Unternehmens, über das der Mossad dem iranischen Militär manipulierte Waffentechnik unterschieben will. Rachel wird zum Problem, als sie sich in Farhad verliebt und eine geheime Beziehung mit ihm beginnt, obwohl sie dabei ihre dienstlichen Aufträge weiterhin durchzieht und das Unternehmen rücksichtslos ausspioniert. Für ihre Mossad-Vorgesetzten wird ihre Zuverlässigkeit fraglich, und auch Thomas steht vor der Entscheidung, wie weit er ihr noch vertrauen kann, als sich herausstellt, dass sie auch ihm gegenüber niemals völlig offen war. Sie treffen sich in Deutschland und werden dabei verfolgt. Thomas behindert die Verfolgung, während Rachel in einer U-Bahn-Station untertauchen kann.

## Produktion
Es handelt sich bei The Operative um eine deutsch-israelisch-französische Koproduktion von Match Factory Productions, Spiro Films, Le Pacte, Black Bear Pictures, Archer Gray Productions und Mountain Trail Films. Koproduzenten sind KNM, Bord Cadre Films, Neue Bioskop Film und Little Shark Entertainment. Regie führte Yuval Adler, der auch das Drehbuch schrieb.
Der Film erhielt eine Produktionsförderung in Höhe von 750.000 Euro von der Film- und Medienstiftung NRW, in Höhe von 250.000 Euro von der Mitteldeutschen Medienförderung und in Höhe von 260.000 Euro von der Deutsch-Französischen Förderkommission.
Die deutsche Schauspielerin Diane Kruger und ihr britischer Kollege Martin Freeman übernahmen die Hauptrollen. Kruger spielt eine Agentin namens Rachel, die für den israelischen Geheimdienst Mossad im Iran spioniert und spurlos verschwindet. Freeman mimt einen früheren Betreuer, der sich auf die Suche nach ihr macht. Der kanadische Schauspieler Cas Anvar übernahm die Rolle als Rachels Geliebter, der mit in Gefahr gerät.
Im Sommer 2018 drehte man in Leipzig. Weitere Drehorte waren Israel, Bulgarien und Nordrhein-Westfalen. Als Kameramann fungierte Kolja Brandt.
Die Filmmusik komponierte Haim Frank Ilfman. Das Soundtrack-Album mit insgesamt 16 Musikstücken wurde am 21. Mai 2021 von MovieScore Media als Download veröffentlicht.
Der Film wurde im Februar 2019 im Rahmen der Internationalen Filmfestspiele Berlin vorgestellt, wo er außer Konkurrenz gezeigt wurde. Der Kinostart in Deutschland war am 29. August 2019. Am 27. Juli 2021 wird er in das Programm von Netflix aufgenommen.

## Rezeption

### Altersfreigabe
In Deutschland wurde der Film von der FSK ab 16 Jahren freigegeben. In der Freigabebegründung heißt es, mehrfach würden kaltblütig ausgeführte Gewalttaten gezeigt, die Kinder und Jugendliche unter 16 Jahren aufgrund der Drastik und in dem für sie schwer verständlichen, düsteren Kontext überfordern können.
Der Film konnte weltweit rund 1,4 Millionen US-Dollar einspielen.

### Kritiken
Laut Andreas Conrad vom Tagesspiegel äußerte Regisseur Yuval Adler, „[d]er Film konzentriere sich nicht darauf, welche Seite Recht habe oder nicht. Es sei auch keiner über den Iran, der nur den Hintergrund bilde – von einer zweiten Filmcrew unter offenbar etwas konspirativen Bedingungen und mit einem Kruger-Double gefilmt. Was ihn interessiert habe, seien das Innenleben der Figuren, ihre inneren Konflikte – als eine ‚Charakterstudie‘, das Drama von Menschen in bestimmten Situationen.“
Zu einem ähnlichen Schluss kommt Oliver Armknecht in film-rezensionen.de, der 6 von 10 Punkten vergibt: Der Film wecke falsche Erwartungen, er sei kein Thriller und agiere auch als Drama sehr zurückgenommen. Nicht die Arbeit der Hauptfigur stehe im Fokus, sondern ihr Innenleben: „Die Momente, in denen Rachel an sich und ihrer Aufgabe zweifelt, werden deutlich. Ebenso das Gefühl, nirgends wirklich hinzugehören. Wie viel bin ich bereit, für meine Aufgabe zu opfern? Wie gehe ich mit dem Tod unschuldiger Menschen um? Ist es das alles überhaupt wert?“
Andreas Fanizadeh von der taz schrieb, Adlers Thriller über eine vom Mossad angeworbene Agentin erfülle jedes antiisraelische Klischee, und der Regisseur lasse in diesem B-Movie tatsächlich wenig aus, so wenn seine Rachel Bomben ins Land schmuggelt: „Bemerkenswert ist weniger, dass Adler einen in jeder Hinsicht schlechten Film gedreht hat. Bemerkenswert ist, dass man es mit so einem Murks 2019 auf ein renommiertes Festival schafft.“